# ケルチ海峡事件
ケルチ海峡事件（ケルチかいきょうじけん）は、2018年11月25日にアゾフ海のマリウポリ港に向かうために黒海からケルチ海峡の通過を試みたウクライナ海軍艦艇3隻に対し、ロシア連邦保安庁（FSB）の国境警備隊が発砲し、拿捕した国際事件。ウクライナ紛争中にロシア軍が公然とウクライナ軍と交戦したのは初めてのことであった。
2014年、ロシアはウクライナ領土として国際的に認められているクリミア半島を併合し、その後、海峡を渡るクリミア大橋を建設した。2003年の条約下で、海峡とアゾフ海は両国の共有領海であり、自由にアクセスできるようになっている。一方、ロシアは、2003年の条約は法的に有効なままであるが、ウクライナの船舶は、海洋条約の法律で規定されているように、国境を越える航行の際は、クリミア半島の周辺沿いのロシアの海域に入る前に許可を求めなければならないと主張している。ロシアによるクリミア併合はウクライナが認めていないため、ウクライナはクリミア海域についての国際条約の発動は違法であるとみなしている。
2隻の砲艦と1隻の航洋曳船で構成された船団がケルチ海峡に近づくと、ロシア国境警備隊は、ウクライナ海軍艦艇に対し、国境警備隊が「ロシア領海」と呼ぶ所から離れるよう繰り返し要請したと述べた。彼らは、艦艇が海峡を通過するための正式な手順に従わなかった、ウクライナの艦艇が危険な操舵をしていた、そして彼らは無線通信に応答していなかったと述べた 。ウクライナは、ロシア側に艦艇が海峡を通過することをロシア側に事前通知したこと、船団がロシアに無線で連絡したが、応答がなかったことを伝え、船団がロシアの領海に入ったとする主張に反する2003年の条約を引用した。ロシアはウクライナ海軍艦艇を制止としたが、船団は橋の方向へと航行を続けた。ウクライナ海軍艦艇が橋に近づくと、ロシア当局は橋の下に大型貨物船を配置し、アゾフ海への経路を阻止した。ウクライナ海軍艦艇は、海峡で8時間停泊し続けた後、オデッサ港へと引き返した。ロシア国境警備隊は、海峡を離れるウクライナ海軍艦艇を追跡し、後にクリミア沖の公海で船団に発砲し、拿捕した。衝突で3人のウクライナ人乗組員が負傷し、拿捕された艦艇の24人のウクライナ海軍将兵全員がロシアに拘束された。
ウクライナ大統領はこの事件をロシアによる侵略の前兆の可能性として特徴づけ、ロシアとの国境沿いおよび黒海沿岸地域で戒厳令を宣言した（2018年12月26日に失効）。ロシア政府は、この事件を2019年のウクライナ大統領選挙を控えたウクライナのペトロ・ポロシェンコ大統領による意図的な挑発と呼んだ。ケルチ海峡事件は2018年のG20ブエノスアイレスサミットの数日前に発生し、西側の指導者たちは、ロシアに対する制裁について話した際にこの事件に言及した。

## 背景
ロシアは2014年にクリミアを併合した。この併合は国連が公式に認めていない。
アゾフ海と黒海をつなぐケルチ海峡は、ロシアのタマン半島と同国の占領下のクリミア半島の海岸によって形成されており、ウクライナ東部の港湾都市、特にマリウポリとの間を行き来する船の唯一のアクセスポイントとなっている。ウクライナとロシアは、トゥーズラ島事件後の2003年に海峡とアゾフ海を通過する自由の原則に同意したが、クリミアの併合以来、ロシアは海峡の両側を支配してきた。2018年5月までに、ロシアはケルチ海峡内にクリミアとタマン半島をつなぐ全長19kmのクリミア大橋の建設を完了した。橋の建設はウクライナや他の国々から違法行為と批判され、さらに、ウクライナとアメリカの政府は、橋がアゾフ海のウクライナ港のハイブリッド封鎖の一部としてロシアが使用しているとし、橋が2018年5月に開通して以来、ロシアの船舶検査が急増し、伝えられるところによると、一部では通過を許可される前に3-7日待つことを余儀なくされている。2003年の条約下では、ロシアとウクライナの両方がアゾフ海に出入りする船舶を検査する権利を有しているが、ウクライナは、橋の開通後のロシア国境警備隊による検査の増加は、その権利の乱用を意味していると述べている。
Defense Newsによると、「ロシアの見方では、アゾフ海でウクライナの沿岸警備船がクリミアのケルチ市の外で操業していたロシア籍の漁船ノルドを拿捕した3月に緊張が高まり始めた」という。2018年3月、ウクライナの国境警備隊がアゾフ海でノルドを拘留し、乗組員が「一時的な占領下にある領土」に入ったと非難した。ノルド船長のウラジミール・ゴーベンコは、最大5年の刑に直面していた。
9月下旬、ウクライナ海軍は捜索救難艦「ドンバス」と航洋曳船「コレット」をオデッサからマリウポリに移動させる作戦を開始した。ウクライナ海軍艦艇をケルチ海峡地域に移動させるのは、ロシアのクリミア併合以降では初めてとなる。船はオデッサからドンバスがコレットを曳航して進んだ。ウクライナ海軍副参謀長のディミトロ・コバレンコが指揮するこの船は、9月23日にケルチ海峡に接近した際に、同海峡を経由してアゾフ海に入る意向を無線で連絡したが、許可を求める公的手続きには従わなかった。コバレンコによれば、これは意図的な形の「海軍外交」であり、周辺海域に対するウクライナの権利を主張することを目的として実施された。船はケルチ港湾局から無料でパイロットサービスを受けたが、少なくとも13隻のロシア船に尾行され、上空をロシアの航空機が飛行していた。最終的に、ウクライナ海軍艦艇は、通過許可のリクエストを必要としない輸送手順を遵守し、ロシアは、船のクリミア橋の下を通過を妨げず、マリウポリに首尾よく到着した。キーウ・ポストのインタビューで、ウクライナの海軍専門家タラス・チュムットは、ロシアはウクライナ船があえてケルチ海峡を通過することを予期していなかった可能性が最も高く、彼らを通過させることによって最もリスクの低い選択肢をとることに決めたと述べた。彼はまた、「初めて、私たちはロシアの手順にただ反応するのではなく、私たち自身のゲームルールを定め始めた」と述べた。
EUの安全保障委員会のジュリアン・キング卿は、ロシアは事件に備えて世論を「なびかせる」ために1年にわたる偽情報キャンペーンを実施したと述べた。キングによれば、ウクライナ政府がNATO艦隊の到着に備えてアゾフ海を浚渫し始めたというものや、同政府が黒海をコレラで汚染させるつもりであることなど、同政府が核爆弾でクリミア大橋を爆破する計画を立てたなどウクライナ当局の計画について多くの噂が拡散されたという
ノーヴァヤ・ガゼータのモスクワを拠点とする防衛アナリスト兼コラムニストのパベル・フェルゲンハウアーは、プーチン政権がアゾフ海にあるウクライナの海軍基地が最終的に訪問するNATOのパトロールのホスト役を務める可能性があることを懸念して事件を扇動したと推測した。

## 11月の出来事

### 事件

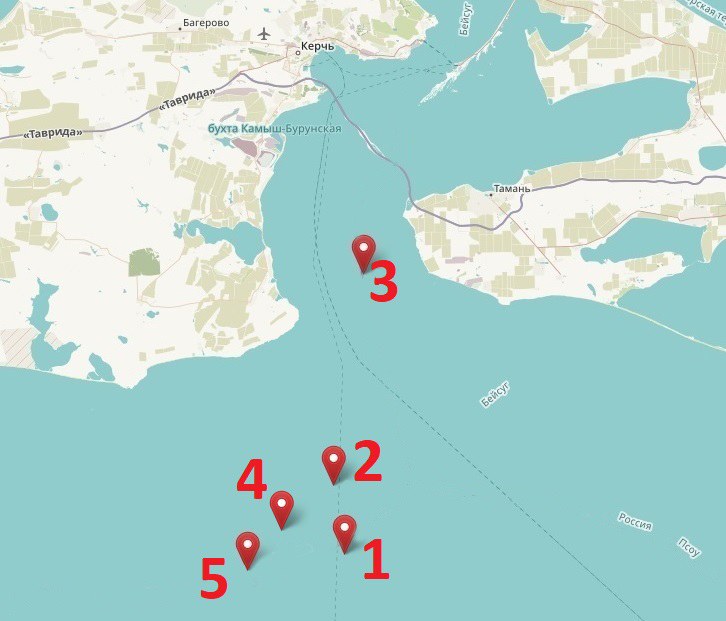
2018年11月25日のケルチ海峡におけるウクライナ船の位置（情報源：ベリングキャット）

2018年11月25日のケルチ海峡事件マップ

11月25日の朝、3隻のウクライナ海軍艦艇（ギュルザ-M型砲艇「ベルジャーンシク 」と「 ニーコポリ 」、プロメティ型航洋曳船「ヤニ・カプ」）が、ウクライナ南西部の黒海に面したオデッサ港からウクライナ東部のアゾフ海に面したマリウポリへの移動を試みた。船団にはウクライナのSBUのエージェントが乗船しており、ウクライナによると、彼らは通常の防諜活動を行っていた。彼らがケルチ海峡に近づくと、ロシア国境警備隊の船は、ウクライナ船がロシア領海に不法侵入したと非難し、領海を離れるように命じた。ウクライナ側が関連地域での航行の自由に関する2003年のロシア・ウクライナ条約を引用して拒否したとき、ロシア船は船団を捕らえようとし、航洋曳船のヤニ・カプに数回激突した。ロシア船がより機敏な砲艇に激突しようとした際に、2隻のロシア船が衝突し、ロシア国境警備隊のルビン型警備艇イズムルドが損傷した。その後、ウクライナ海軍艦艇は航行を続け、クリミア大橋から約14kmの所にある待機ゾーン「停泊地点471（anchorage 471）」付近で停止し、次の8時間そこに留まった。この間に、ロシアは橋の下に大型貨物船を置き、アゾフ海へのルートを封鎖した。同時に、ロシアは海峡をパトロールするために2機の戦闘機と2機のヘリコプターをスクランブル発進させた。夕方、ウクライナ船はオデッサ港に戻るために引き返した。彼らがその地域を離れるとき、ロシア国境警備隊は追跡し、後にクリミア半島沖約23kmの公海上でウクライナ船に発砲し、船団を拿捕した。

### 被害と政治的対応

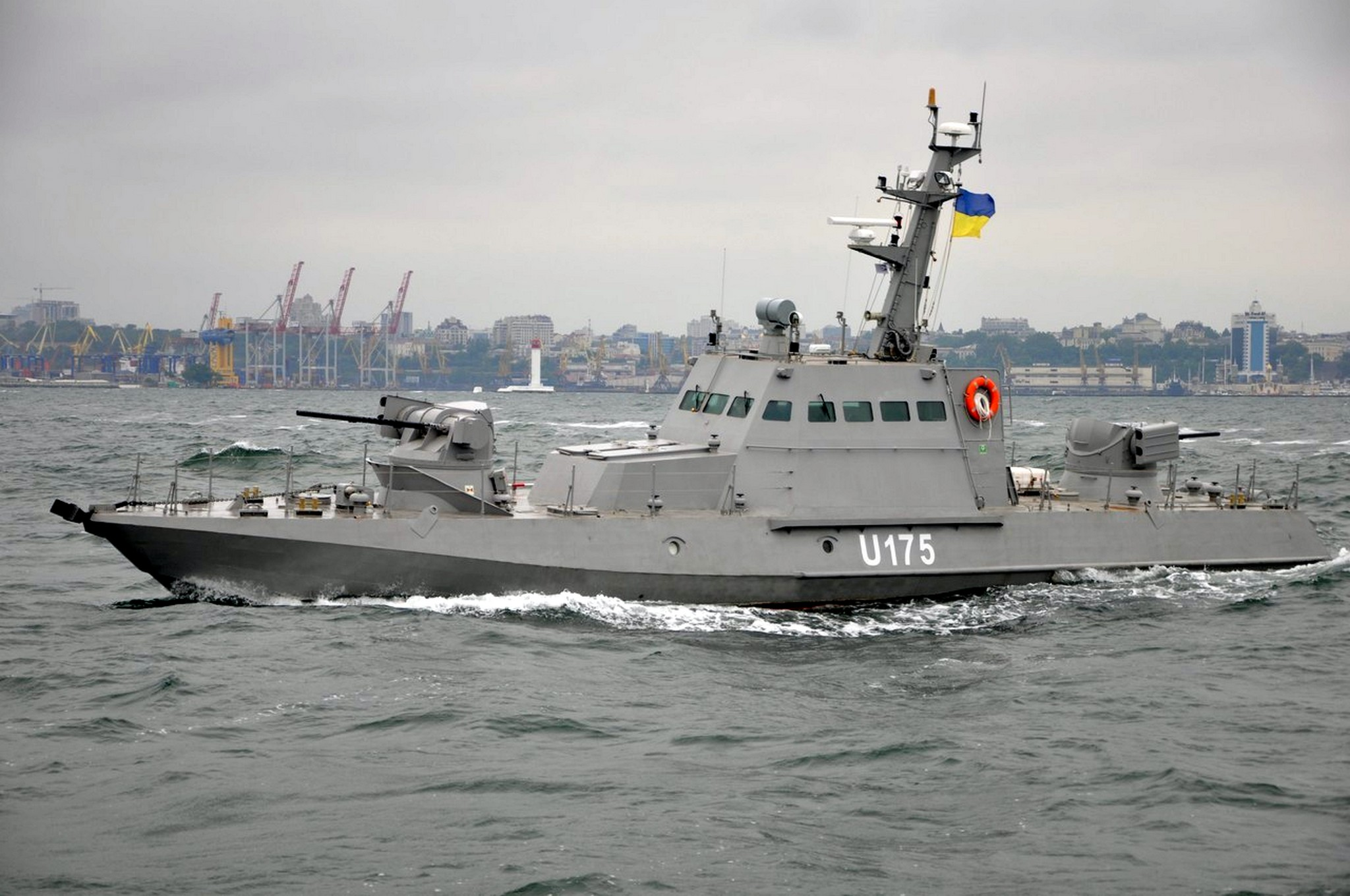
ギュルザ-M級砲艇「BK-02ベルジャーンシク」。ロシア連邦保安庁に拿捕された砲艦の1隻

事件後、ウクライナ海軍は、6人の軍人がロシアの行動によって負傷したと報告した。ロシアの説明によれば、ベルジャーンシクは、Su-30戦闘機またはロシア国境警備隊の警備艇イズムルドの30mmの艦砲射撃（ロシア側の説明）のいずれかによって、艦橋に損傷を受けた。ロシアの指導部と国境警備隊船間の無線通信によると、2隻のロシア船が損傷した。一隻はウクライナ海軍の航洋曳船「ヤニ・カプ」に激突した際に損傷した。さらに、警備艇「ドン」も警備艇「イズムルド」と衝突してイズムルドを損傷させた。事件後、両国の当局者は他方を挑発的な行動で非難した。ウクライナは、同国の船の拿捕は違法であると非難した。声明の中で、ウクライナ海軍は、「12マイルのゾーンを離れた後、ロシア連邦のFSBは、ウクライナ軍属の船団に発砲した」と述べた。ウクライナ大統領のペトロ・ポロシェンコは、ウクライナ国家安全保障・国防会議を召集し、ロシアの行動は「いわれなく、狂っている」と述べた。 
ロシアはこの主張に即座にまたは直接反応しなかったが、ロシアの通信社は、FSBは、ウクライナが同国が「挑発」と呼ぶことを画策した議論の余地のない証拠を保持しており、その証拠を間もなく公表すると述べたと報じた。FSBの報告によると、ウクライナは海峡を通過するために必要な公的手続き（移動の48時間前と24時間前にケルチの港湾当局に通知すること、通過の4時間前に公式確認が必要であること）に従わなかったという。FSBはまた、ウクライナ船が緊張をかき立てるために危険な操縦をし、意図的にFSBの指示を無視したと述べた。ロシア大統領ウラジーミル・プーチンを含むロシアの政治家は、この事件は来年のウクライナ大統領選挙に先立ち、自身の人気を高めるためにウクライナ大統領ペトロ・ポロシェンコによる計算された試みであると述べ、ウクライナ政府を非難した。ウクライナ政府はロシアの主張を否定し、ケルチ海峡を通過する計画をロシア側に事前に通知したと述べた。ウクライナ海軍広報担当官のOleh Chalykは、ヤニ・カプは、ロシア連邦保安庁国境警備局が運営する「国境警備隊の前哨基地と連絡を取り」、「ケルチ海峡を航行する意向を伝えた」と述べた。情報は（ロシア当局によって）受け取られたが、返答はなかった」と述べた。ウクライナによると、11月25日の午前3時58分に、「海洋航海安全の国際規則に従って」連絡を取ったという。

## 余波

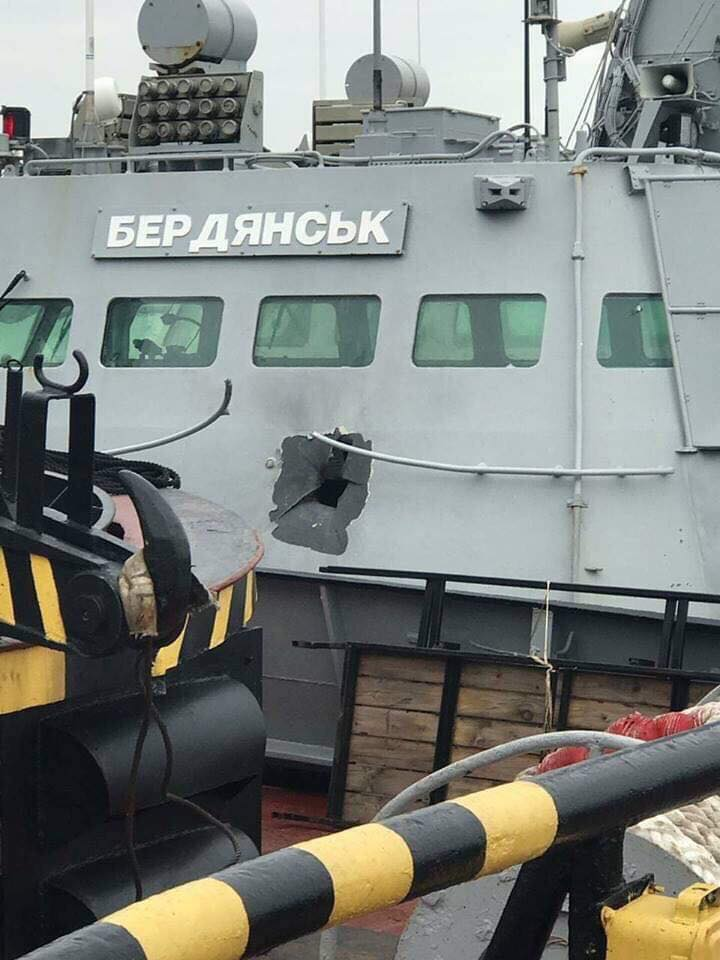
鹵獲されたBK-02ベルジャーンシク、操舵室に穴が開いている

11月26日朝、ケルチのクリミア港に停泊する拿捕されたウクライナ船の写真が公開された。写真では、船首が小さなカモフラージュネットで覆われていた。また、APK-Informによると、この日、ケルチ海峡が民間通行向けに再開された後、ウクライナの商業輸送は通常運航に戻った。
ウクライナの諜報機関によると、ケルチ海峡での攻撃で負傷したウクライナ海軍の軍人の健康状態は良好だという。負傷したウクライナの船員は、ピロゴフのケルチ第1市立病院で治療を受けていた。他の写真は、艦橋の穴を含む、砲艇ベルジャーンシクが受けた重大な損傷を示した。ウクライナ保安局長のヴァシーリ・フリツァークによれば、ロシアの攻撃機1機が2発のミサイルを発射した。
11月27日、クリミアの裁判所は、24人のウクライナ海軍将兵のうち12人を60日間拘留するよう命じた。翌日、入院した3人を含む残りの12人のウクライナ海軍将兵も、シンフェロポリのキエフスキー・ラヨン裁判所によって60日間正式に拘留された。 11月29日、ロシア当局は、入院した3人の将兵が退院したと述べた。11月30日、拘束された全てのウクライナ海軍将兵は（ロシアの首都）モスクワに移送された。
11月28日夕、ウクライナのインフラ大臣ウォロディミール・オメリャンは、ベルジャンシクとマリウポリの港に向かう船がアゾフ海への入港を待っており、船も南行きを待っていると述べた。彼はこれを事実上の封鎖として特徴づけた。それらの中にウクライナ船として特定された船舶はなかった。 12月4日、オメリャンは、ロシアがベルジャーンシクとマリウポリに再び船を到着させたと述べた。同日、ウクライナ一時占領地域・国内避難民省は、ウクライナの港に行くのを待っている船の蓄積がいくつかの事故につながったと主張した。ロシアは、ウクライナの港への船舶の航行を阻止したことを否定し、悪天候が原因で混乱が生じる可能性があると主張した。
2019年1月19日、アメリカ海軍のミサイル駆逐艦ドナルド・クックが黒海に入り、ケルチ海峡事件後に黒海に到着した2隻目のアメリカ海軍艦船となった（1隻目は揚陸艦フォート・マクヘンリーで2019年1月10日に到着）。
2019年3月、カナダ、米国、EUは、クリミア半島と分離主義者が支配するウクライナ東部での事件と活動に関与したロシアの市民と企業に対して制裁を課した。
2019年5月25日、国際海洋法裁判所は、ロシアが拿捕した3隻の船と拘束した24人のウクライナ軍人を直ちに解放しなければならないと決定した。

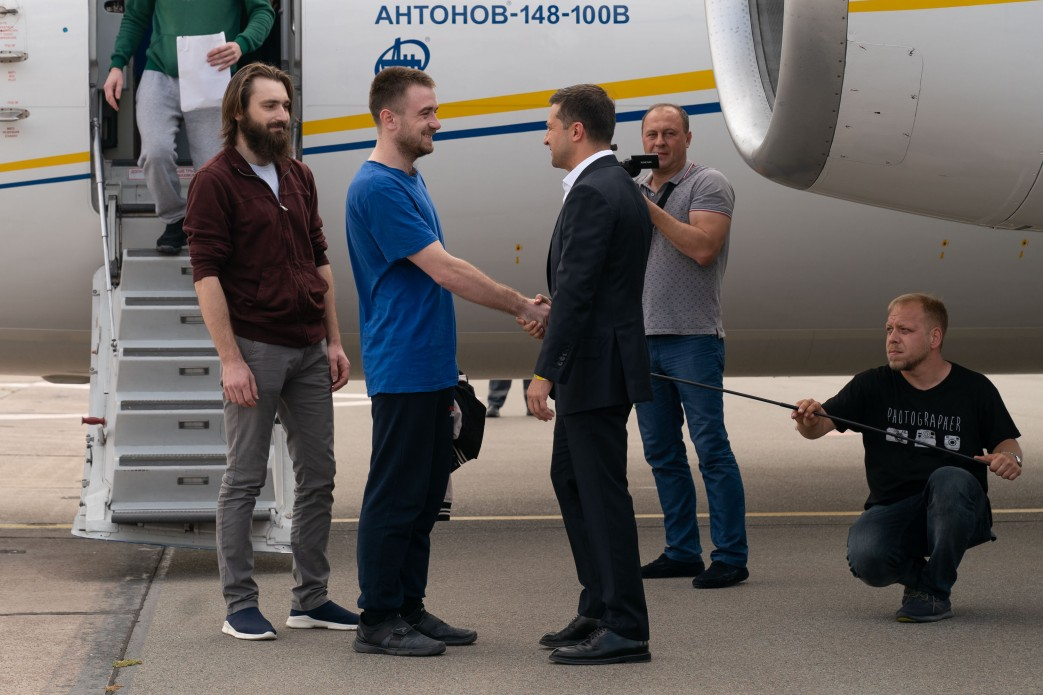
帰国したウクライナ海軍将兵を出迎えるウォロディミル・ゼレンスキー大統領

2019年9月7日、捕虜交換で24人の船員全員がウクライナに送還された。特に、ロシアはマレーシア航空17便撃墜事件の証人の1人を得ることができた。
2019年11月18日、拿捕された船がウクライナに返還された。返還はクリミア岬オプク近くの海で行われた。船は通常の武器と共に返還されたが、弾薬はなかった。乗組員の個人的な武器および元帳と文書は、刑事事件の証拠としてロシアに残された。

## 反応

### ウクライナ

2018年に戒厳令が敷かれたウクライナの州。
北から時計回りにチェルニーヒウ州、スームィ州、ハルキウ州、ルハーンシク州、ドネツィク州、ザポリージャ州、ヘルソン州、オデーサ州、ムィコラーイウ州、ヴィーンヌィツャ州の10州に発令された。

ウクライナ大統領ペトロ・ポロシェンコは、11月25日にウクライナ国家安全保障・国防会議を召集した。ポロシェンコはロシアによる領土侵略の脅威について警告した。
伝えられるところによると、ウクライナ国家安全保障・国防会議長官オレクサンドル・トゥルチノフは、事件はロシアによる戦争行為であると述べた。彼はまた、活発な軍事準備がロシア側の国境沿いで発見されたと述べた。ウクライナ国家安全保障防衛・国防会議は、11月26日の決定で、ウクライナ軍の海軍船に対するロシア連邦の行動は、1974年12月14日に国連総会で採択された侵略の定義に関する決議第3条の「c」と「d」の段落に該当すると述べた。第3条の「c」と「d」は以下の通り：
- 一国の軍隊による他国の港又は沿岸の封鎖。
- 一国の軍隊による他国の陸軍、海軍若しくは空軍又は船隊若しくは航空隊に関する攻撃[84]

2018年11月26日、ウクライナ軍参謀本部はブリーフィングを行い、事件中のロシア連邦の行動は以下の条約を含む多数の国際規範と条約に違反する武力侵略行為と見なしたと発表した：アゾフ海とケルチ海峡の利用における協力に関するロシア連邦とウクライナ間の条約、国連海洋法条約第17条、第36条第1部、第32条と第95条、第30条、および国連憲章の第2条
事件の翌日の11月26日、ウクライナ議会の議員たちは、同国の沿岸地域および、ロシアと未承認地域のドネツク人民共和国、ルガンスク人民共和国、トランスニストリアと国境を接する地域に戒厳令を課すことを圧倒的多数で支持し、合計276人（450人の61％）の議員がこの措置に賛成投票をした。同法案は2018年11月28日に発効し、30日で自動的に失効する。初期の勧告では、60日間の施行だったが、ポロシェンコによると、来たる2019年のウクライナ大統領選挙に影響を与えないように修正された。
2018年11月27日、ウクライナ外務省は、ブダペスト覚書の署名国に対し、約束の完全な遵守とロシアのウクライナ侵略の即時停止を確実にするために緊急協議を行うことを要求するよう訴えた。
2018年11月28日、ウクライナのポロシェンコ大統領は、この事件はウクライナに戒厳令の宣言を余儀なくさせ、それ故にウクライナが独立正教会のトモスを受け取れないようにするために、ロシアによって引き起こされたと述べた（モスクワとコンスタンティノープルの断交を参照）。
11月29日、 Ihor Voronchenko副提督は、ウクライナがボスポラス海峡の閉鎖を要求すると述べた。
ドイツのタブロイド紙ビルトのインタビューで、ポロシェンコは、ドイツはウクライナを支援すべきだと語った。ポロシェンコはまた、プーチンがウクライナをロシアの植民地と見なしたとビルトに語った。
11月30日、ウクライナは、戒厳令の期間中は、人道目的を除いて、16歳から60歳までのすべてのロシア人男性の入国を禁止し、この措置は安全対策であると主張した
12月19日、 BBCウクライナのインタビューで、ウクライナ国家安全保障・国防会議事務局長オレクサンドル・トゥルチノフは、ケルチ海峡を通過するための新たな試みが必要であると述べ、OSCEおよびその他の国際機関の代表の参加を呼びかけた。彼の見解では、そうしなければロシアはアゾフ海を占領する同国の計画を実行し、それはクリミアの占領を事実上正当化するという。トゥルチノフはまた、クリミア大橋を破壊可能なミサイルを陸上に配備する計画についても言及した。
12月26日午後2時、ウクライナの戒厳令は終了したが 、16歳から60歳までのロシア人男性の入国禁止はしばらく続いた 。

### ロシア

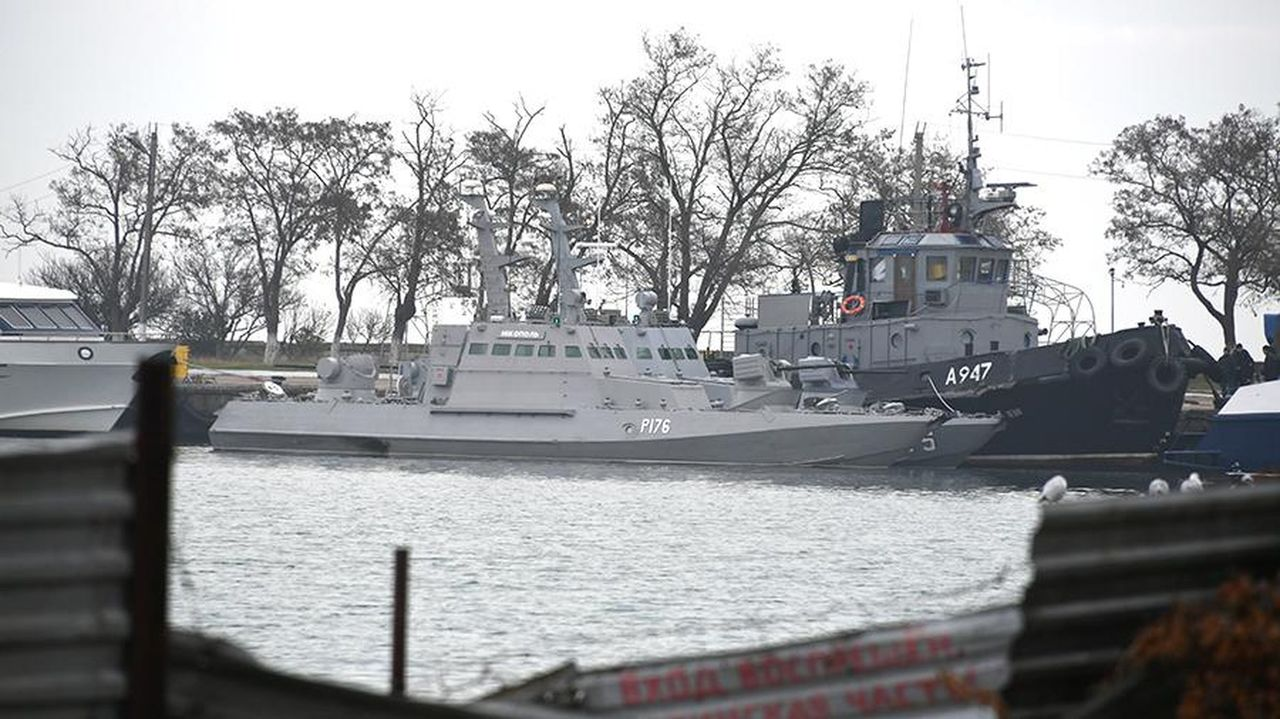
ケルチ港に拘留されたウクライナ海軍艦艇

事件直後、FSBは、衝突の火付け役だとしてウクライナを非難し、彼らの「反駁できない」証拠は「まもなく公表される」と述べた。
11月26日、FSBは、11月25日の出来事の詳細な年表を同庁のWebサイトに公開した。年表は、ウクライナの船舶がケルチ海峡を通過するための事前通知手順に従わなかったこと、およびロシアは2003年条約の海峡を通過する航行の自由の権利に異議を唱えていないことを示した。翌日、セルゲイ・ラブロフ外相は、ウクライナが自国の船舶の認可を取得できず国際法規範に違反したと述べた。国家院（下院）のピョートル・トルストイ副議長は、戦争の危険性について警告した。
ウクライナで戒厳令が宣言されたことを受け、ロシア大統領ウラジーミル・プーチンは「深刻な懸念」を表明した。彼は後にこの出来事を「挑発」と呼び、 2019年の大統領選挙に先立って自身の人気を高めるために事件を企てたとしてウクライナ大統領を非難した。
国営のRIAノーボスチによると、ロシア軍は追加の地対空ミサイルシステムS-400をクリミアに送ることを計画していた。

### 国連
11月26日、ロシアは国連安全保障理事会（UNSC）の緊急会合を呼びかけた。その安保理会合の議題は、ロシアがウクライナ海軍によるロシア国境「侵犯」と表現したものであり、反対7票、賛成4票、棄権4で否決された。ロシアの国連第1次席大使ドミトリー・ポリャンスキーは、安全保障理事会常任理事国であるロシアは、「関連する議題の下で」重要な問題を提起し続けると述べた。この事件はロシア国境の侵犯だとするロシアの説明をロシアに加えて、中国、カザフスタン、ボリビアの代表が支持した。4ヶ国が棄権し、7ヶ国が反対したため、提案は通過しなかった
ウクライナはまた、ロシアの「攻撃」と呼ばれることについて、国連安保理の緊急会合を求めた。この要請は、米国連大使ニッキー・ヘイリーが認めた。ヘイリーは、ロシアの行動はウクライナ領土の「とんでもない侵害」であると述べた。彼女は、ロシアがその「違法行為」をやめ、「すべての国家の航行の権利と自由」を尊重することを要求した。英国大使のカレン・ピアースは、ロシアの「嘆かわしい」軍事行動を非難した。国際連合政治・平和構築局事務次長ローズマリー・ディカルロは、国連はこの出来事を独自に検証することはできなかったと述べた。
11月27日、アントニオ・グテーレス事務総長は声明の中で、事件について「非常に懸念している」と述べ、ロシアとウクライナに対し、「最大限の自制」と「国連憲章に従って利用可能なすべての平和的手段を通じて緊張を緩和する」よう求めた  
2019年2月15日、国連人権高等弁務官事務所は、拘束されたウクライナ人士官を捕虜として分類し、捕虜に医療援助を提供し、あらゆる暴力や脅迫から捕虜を保護するようロシアに要請した。

### その他の国および組織
欧州評議会は、欧州連合、スペイン、ボリビア、中国、日本およびNATOと同様に、緊張緩和を促した。
欧州理事会議長ドナルド・トゥスクは、ロシアの武力行使を非難した。2018年12月12日の決議433で、欧州議会はケルチ海峡でのロシアの侵略を強く非難し、すべてのウクライナの船と船員の解放を要求した。また、欧州連合に対し、軍人が釈放されない場合や、軍事的にさらにエスカレートした場合、ロシアに対する制裁を導入するよう求めた。同じ決議で、欧州議会議員はノルドストリーム2のパイプラインの建設を非難し、建設中止を求めた。
オーストラリア、カナダ、チェコ、デンマーク、エストニア、フランス、ドイツ、ハンガリー、ラトビア、リトアニア、ポーランド、ルーマニア、スロバキア、スウェーデン、イギリス、ノルウェー、トルコはすべて、ロシアの武力行使を批判する声明を発表した。
アメリカ合衆国大統領ドナルド・トランプは、アルゼンチンでのG20サミット中に、ロシアのウラジーミル・プーチン大統領との予定されていた会談を中止し、中止の唯一の理由は、ウクライナの船と船員の状況であると主張した。

## 戦闘序列

### ロシア
- 沿岸警備隊の巡視船「PSKイズムルド」（ルビン級巡視船）[140]
- 沿岸警備隊の巡視船「PSKドン」（ソラム級タグボート） [140]
- 沿岸警備隊の哨戒艇（数は不明）（ソボル級巡視船）[141]
- 海軍掃海艇「バイスアドミラル・ザカリン」（ナチャ級掃海艇）[142]
- 海軍の小型対潜水艦「MPK Suzdalets」（グリシャ型コルベット）[141]
- 砲艦2隻（シュメーリ型プロジェクト1204）[142]
- 巡視艇（マングースト級巡視船）[140]
- Su-25攻撃機2機 [142]
- 第39ヘリコプター連隊の偵察・攻撃ヘリコプター「Ka-52」（ホーカムB）2機[140]

さらに2隻のタグボートが貨物船を運び、橋の下の通過を阻止した。
| ドン                 | ソラム級タグボート   | 2×30mm AK-230MまたはAK-306                                 | Aleksey Salyayev | 0 | 0 | 0 | わずかに損傷 （自損）    |
| イズムルド           | ルビン級 巡視船      | 1×30mm AK630M、2×12.7mm MG、8 Igla SAM                     | Andrey Shipitsin | 0 | 0 | 0 | わずかに損傷 （自損）    |
| 不明                 | マングースト級巡視船 |                                                            | 不明             | 0 | 0 | 0 | このクラスの船が複数いた |
| 不明                 | ソボル級巡視船       | 1×14.5mm MTPU MG、2× Igla SAM 、1×30mmグレネードランチャー | 不明             | 0 | 0 | 0 | このクラスの船が複数いた |
| 死傷者総数：報告なし |                      |                                                            |                  |   |   |   |                          |

| Suzdalets                  | グリシャ型コルベット |  | S.A.Scherbakov | 0 | 0 | 0 |                                     |
| バイスアドミラル・ザカリン | ナチャ級掃海艇       |  | 不明           | 0 | 0 | 0 |                                     |
| 不明                       | シュメーリ型砲艦     |  | 不明           | 0 | 0 | 0 | このクラスの船が2隻いた（詳細不明） |
| 死傷者総数：報告なし       |                      |  |                |   |   |   |                                     |

### ウクライナ
- ギュルザM級砲艇2隻[145]
- タグボート（プロジェクト498）１隻[145]

| ベルジャーンシク                              | ギュルザM級砲艇     | 2×30mm機関砲、2×30mmグレネードランチャー、4×バリアATGM 、2×7.62mm MG、9K38イグラMANPADS | ローマン・モクリャク | 0 | 不明 | 不明 | 損傷、拿捕 |
| ニーコポリ                                    | ギュルザM級砲艇     | 2×30mm機関砲、2×30mmグレネードランチャー、4×バリアATGM、2×7.62mm MG、9K38 Igla SAM      | Bohdan Nebylytsia    | 0 | 不明 | 不明 | 拿捕       |
| ヤニ・カプ                                    | Project 498 tugboat | 2×14.5mm MG                                                                             | Oleh Melnychuk       | 0 | 不明 | 不明 | 損傷、拿捕 |
| 死傷者総数：3人負傷、24人拘束（負傷者を含む） |                     |                                                                                         |                      |   |      |      |            |